# لیسییا
لیسییا (به بلغاری: Lisiya) یک منطقهٔ مسکونی در بلغارستان است که در شهرستان بلاگووگراد واقع شده‌است. لیسییا ۲۵٬۸۰۸ کیلومتر مربع مساحت و ۱۴ نفر جمعیت دارد و ۶۴۱ متر بالاتر از سطح دریا واقع شده‌است.